# Cathédrale Sainte-Marie de Conakry
Cette  cathédrale n’est pas la seule cathédrale Sainte-Marie.
La cathédrale Sainte-Marie de Conakry est une cathédrale catholique construite à partir de 1928. C'est le siège de l'archidiocèse de Conakry, en Guinée. Elle donne sur le 3e boulevard.

## Histoire
Cet édifice rouge et jaune est remarquable d'un point de vue architectural. Mgr Raymond Lerouge bénit la première pierre en 1928. La cathédrale est construite dans les années 1930 à l'époque de l'administration française. Le palais présidentiel se trouve juste à côté et le ministère de l'Éducation supérieure en face.  
Elle sert d'église-mère à l'archidiocèse de Conakry, érigé en 1959, et héritier de la préfecture apostolique de la Guinée française établie en octobre 1897. Elle est aujourd'hui placée sous la responsabilité pastorale de Mgr Vincent Coulibaly, à la tête d'une petite communauté catholique dans un pays presque exclusivement musulman.

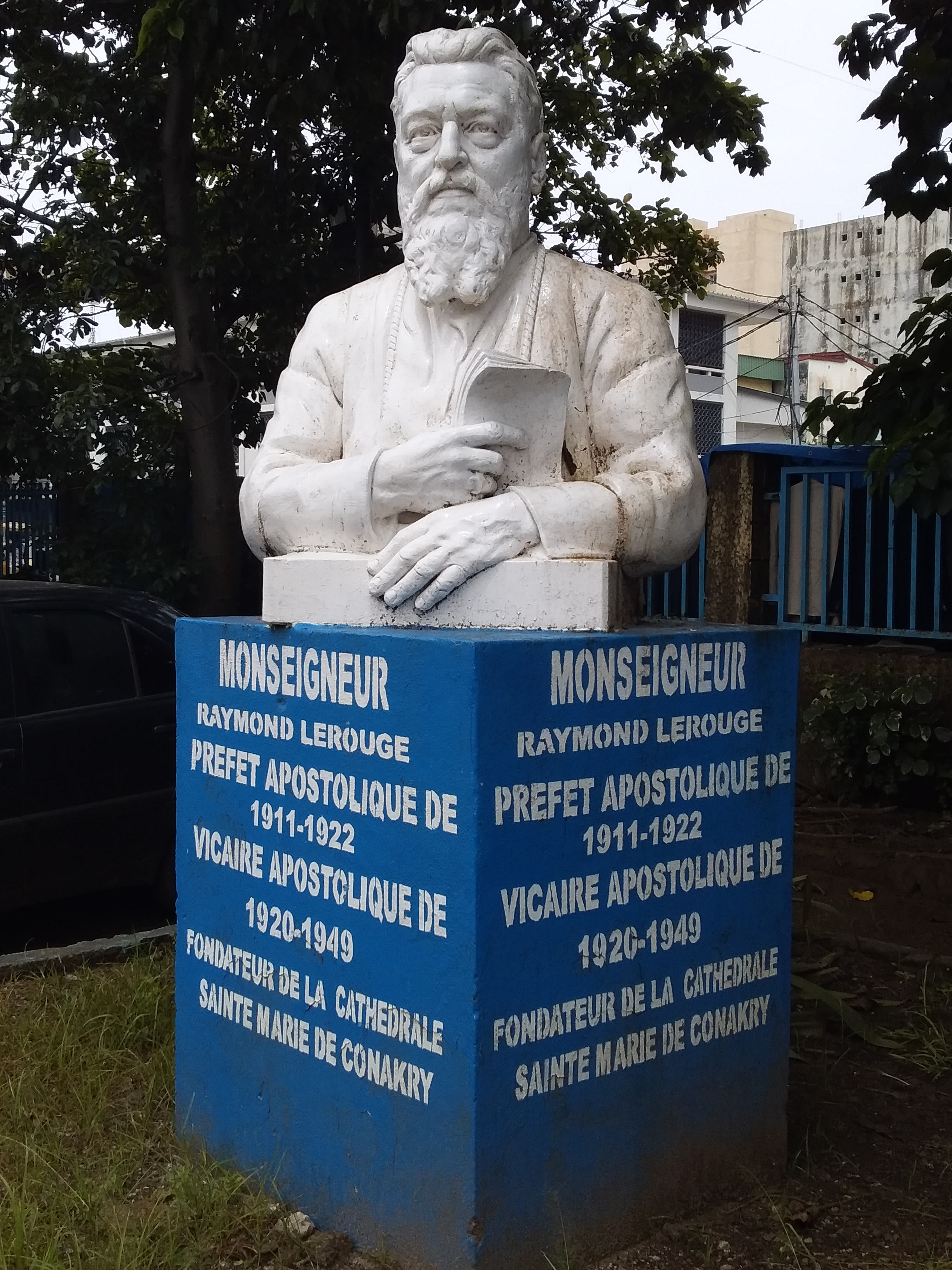
Sculpture de Raymond Lerouge.